# Йордан Величков
Йордан Петров Величков е български политик, председател на политическа партия Съюз на патриотичните сили „Защита“. Народен представител в XL Народно събрание, излъчен от парламентарната група на Коалиция Атака, по-късно става независим депутат. Сътрудник на Държавна сигурност.

## Биография
Йордан Величков е роден на 10 януари 1940 година в село Кондофрей, България. Завършва право в СУ „Св. Климент Охридски“ и Дипломатическата академия в Москва. Специализира в Лондон.
Работил е като следовател, прокурор и дипломат. В МВнР преминава всички дипломатически рангове и достига до посланик и началник на отдел „Консулски“. Напуска МВнР през 1992 година. През 1995 година става преподавател по международни отношения в ЮЗУ „Неофит Рилски“ – Благоевград и в СУ „Св. Климент Охридски“.
През 2005 година партията му като част от Коалиция Атака го излъчва за народен представител в XL Народно събрание. Броени дни след избирането му за депутат напуска Коалиция Атака и става независим народен представител.
На 6 април 2021 г., обобщавайки същността на сръбско - българските отношения от последните предосвобожденски десетилетия до днес като цяло, а в частност за сръбското създаване на македонската нация и за нарастналите противобългарски настроения и пропаганда в Северна Македония и Сърбия след причиненото от северномакедонските системни нарушения на договора за добросъседство българско противопоставяне на северномакедонското еврочленство прави заключението, че българският народ трябва да се сплоти и мобилизира психологически за борба против стремящия се към неговото унищожение великосръбски шовинизъм.